# 6592 Goya
6592 Goya este o planetă minoră (asteroid), cu un diametru de 5,548 km, din centura de asteroizi. A fost descoperită pe 3 octombrie 1986 la Observatorul Astrofizic din Crimeea⁠(d) de Lyudmila Karachkina⁠(d) și a fost numită după Goya. 
Obiectul prezintă o orbită caracterizată de o semiaxă mare de 2,7574658 UAi, o excentricitate de 0,16, o înclinație de 4,2166 ° în raport cu ecliptica.